# Astroloma microphyllum
Astroloma microphyllum är en ljungväxtart som beskrevs av Stschegl. Astroloma microphyllum ingår i släktet Astroloma och familjen ljungväxter. Inga underarter finns listade i Catalogue of Life.